# Treinador do Ano da J. League
O Treinador do Ano da J. League é um prêmio anual dado a um treinador participante da J. League com base em seu desempenho durante a temporada. O prêmio não necessariamente vai para o treinador da equipe campeã, embora durante os últimos anos é o que tem acontecido.

## Vencedores
| Ano  | Treinador           | Clube                | Nacionalidade |
| ---- | ------------------- | -------------------- | ------------- |
| 1993 | Yasutaro Matsuki    | Verdy Kawasaki       | Japão         |
| 1994 | Yasutaro Matsuki    | Verdy Kawasaki       | Japão         |
| 1995 | Arsène Wenger       | Nagoya Grampus Eight | França        |
| 1996 | Nicanor             | Kashiwa Reysol       | Brasil        |
| 1997 | João Carlos         | Kashima Antlers      | Brasil        |
| 1998 | Osvaldo Ardiles     | Shimizu S-Pulse      | Argentina     |
| 1999 | Steve Perryman      | Shimizu S-Pulse      | Inglaterra    |
| 2000 | Akira Nishino       | Kashiwa Reysol       | Japão         |
| 2001 | Masakazu Suzuki     | Júbilo Iwata         | Japão         |
| 2002 | Masakazu Suzuki     | Júbilo Iwata         | Japão         |
| 2003 | Takeshi Okada       | Yokohama F. Marinos  | Japão         |
| 2004 | Takeshi Okada       | Yokohama F. Marinos  | Japão         |
| 2005 | Akira Nishino       | Gamba Osaka          | Japão         |
| 2006 | Guido Buchwald      | Urawa Red Diamonds   | Alemanha      |
| 2007 | Oswaldo de Oliveira | Kashima Antlers      | Brasil        |
| 2008 | Oswaldo de Oliveira | Kashima Antlers      | Brasil        |
| 2009 | Oswaldo de Oliveira | Kashima Antlers      | Brasil        |
| 2010 | Dragan Stojković    | Nagoya Grampus       | Sérvia        |
| 2011 | Nelsinho Baptista   | Kashiwa Reysol       | Brasil        |
| 2012 | Hajime Moriyasu     | Sanfrecce Hiroshima  | Japão         |
| 2013 | Hajime Moriyasu     | Sanfrecce Hiroshima  | Japão         |
| 2014 | Kenta Hasegawa      | Gamba Osaka          | Japão         |
| 2015 | Hajime Moriyasu     | Sanfrecce Hiroshima  | Japão         |
| 2016 | Masatada Ishii      | Kashima Antlers      | Japão         |
| 2017 | Yoon Jong-hwan      | Cerezo Osaka         | Coreia do Sul |

## Por clubes
| #  | Club                | Winners |
| -- | ------------------- | ------- |
| 1  | Kashima Antlers     | 5       |
| 2  | Kashiwa Reysol      | 3       |
| 2  | Sanfrecce Hiroshima | 3       |
| 4  | Júbilo Iwata        | 2       |
| 4  | Shimizu S-Pulse     | 2       |
| 4  | Tokyo Verdy         | 2       |
| 4  | Yokohama F. Marinos | 2       |
| 4  | Nagoya Grampus      | 2       |
| 4  | Gamba Osaka         | 2       |
| 10 | Urawa Red Diamonds  | 1       |